# Echinomuricea pulchra
Echinomuricea pulchra is een zachte koraalsoort uit de familie Plexauridae. De koraalsoort komt uit het geslacht Echinomuricea. Echinomuricea pulchra werd in 1910 voor het eerst wetenschappelijk beschreven door Nutting. 